# Большие Мхи
Больши́е Мхи — деревня Огарковского сельского поселения Рыбинского района Ярославской области.
Деревня расположена в 16 км к северо-востоку от Рыбинска, на автомобильной дороге Рыбинск — Арефино. Деревня имеет единственную улицу, совпадающую с дорогой. Она стоит на участке сельскохозяйственных земель в окружении заболоченных лесов. Почтовое отделение, расположенное в Волково, обслуживает в деревне 39 домов.
На плане Генерального межевания Рыбинского уезда конца XVIII века исток реки Волготня показан в районе деревни Большие мхи. На современных топокартах небольшие водотоки в окрестностях деревни теряются в болотах и исток реки Волготня показан примерно в 2 км к юго-востоку от Больших Мхов. Деревня Малые Мхи на некоторых топокартах показана в непосредственной близости от Больших Мхов. В настоящее время Малые Мхи в документах не упоминаются (вероятно, произошло объединение деревень). На северо-восток от Больших Мхов, на дороге Рыбинск — Арефино имеется открытая местность, урочище Логинцево, а на юго-восток урочище Шайки, места где ранее были деревни.

## Население
| 2007 | 2010 |
| ---- | ---- |
| 18   | ↘13  |